# EP u softbolu za žene Divizije "A" 1997.
10. EP u softbolu za žene Divizije "A" se održalo u Češkoj, u Pragu, od 30. lipnja do 6. srpnja 1997.
Na ovom prvenstvu su se razdvojili natjecateljski razredi, zbog naraslog broja sudionica, a radi davanja natjecateljskog žara i predstavništvima koja bi se inače našla u nebitnim razigravanjima za sredinu i kraj ljestvice, koja ne bi ništa odlučivalo osim o pukom poredku.
Tako se europsko prvenstvo razlučilo na dva razreda: Diviziju "A" i Diviziju "B", koja je svaka odigravala svoje prvenstvo, iste godine.

## Konačna ljestvica
| Mj. | Država     |
| --- | ---------- |
| 1.  | Italija    |
| 2.  | Nizozemska |
| 3.  | Češka      |
| 4.  | Danska     |
| 5.  | Belgija    |
| 6.  | Španjolska |
| 7.  | Švedska    |
| 8.  | Francuska  |